# 横浜市立東希望が丘小学校
横浜市立東希望が丘小学校（よこはましりつ ひがしきぼうがおかしょうがっこう、英: Yokohama City Higashi Kibougaoka Elementary School）は、神奈川県横浜市旭区東希望が丘に位置する公立小学校である。

## 沿革
- 1966年（昭和41年）
  - 8月 - 校舎第1期工事完成。
  - 9月 - 希望ヶ丘小学校東希望が丘分校として開校。
- 1967年（昭和42年）
  - 3月 - 校舎第2期工事完成。
  - 4月 - 横浜市立東希望が丘小学校として独立開校。
  - 11月 - 校章の設定。
- 1968年（昭和43年）9月 - 講堂兼体育館の建設。
- 1969年（昭和44年）9月 - 笹野台分校と給食調理場を建設。
- 1970年（昭和45年）
  - 2月 - 校舎第3期工事完成。
  - 4月 - 笹野台小学校独立が開校。
- 1971年（昭和46年）7月 - プール建設。
- 1973年（昭和48年）3月 - 小鳥小屋建設。
- 1974年（昭和49年）11月 - 校舎第4期工事完成。
- 1976年（昭和51年）
  - 3月 - 観察用池建設。
  - 9月 - 投球壁・遊び用砂場建設。
  - 10月 - 創立10周年記念式挙行。
- 1978年（昭和53年）
  - 9月 - 中尾小学校が独立開校。
  - 10月 - 校舎第5期工事完成（図書室・図工室・家庭科室・音楽室）。
- 1983年（昭和58年）3月 - プール循環機室新設。
- 1985年（昭和60年）8月 - 校庭整備工事。
- 1987年（昭和62年）6月 - 創立20周年記念式挙行。
- 1994年（平成6年）3月 - 体育館横倉庫新設。
- 1997年（平成9年）11月 - 創立30周年記念式挙行。
- 1999年（平成11年）3月 - コミュニティハウスと2階プール完成。
- 2004年（平成16年）6月 - 校舎耐震工事実施。
- 2007年（平成19年） - 創立40周年。
- 2017年（平成29年）11月 - 創立50周年記念式挙行。

## 特徴
- 江間章子作詞・中田喜直作曲の校歌であり、歌詞に校名が入らない[1] 。
- 晴れた日には富士山がよく見える。
- 毎年11月頃に合唱や合奏を全校で行う「歌のつどい」がある[2] 。

## 通学区域
- 旭区[3]
  - 東希望が丘
  - 今宿町
  - 今宿二丁目

## 進学先中学校
- 横浜市立希望が丘中学校[3]

## 校区内の主な施設
- 旭区役所東希小コミュニティプラザ - 同一敷地内
- 横浜市立希望が丘中学校 - 横浜市道をはさんで、敷地が隣接。
- 横浜システム工学院専門学校
- 今宿地区センター
- 今宿地域ケアプラザ
- 釣り堀水郭園
- 山田農園直売所

## アクセス
- 相模鉄道本線希望ヶ丘駅（北口）から、徒歩約600m・約9分。